# Valvettithurai
Valvettithurai (en tamil:வல்வெட்டித்துறை) es una ciudad de Sri Lanka situada en el norte de la isla, en el distrito de Jaffna, provincia del Norte.
Su población pertenece a la minoría étnica de tamil de religión hindú o católica. El sector productivo mayoritario es la agricultura, la pesca y el comercio. Esta ciudad es el punto de origen de dos grupos insurgentes: la Organización de Liberación de Tamil Eelam (Oates) y los Tigres de Liberación de Tamil Eelam (TATE). Los líderes rebeldes más preeminentes, como el líder de la Oates Kuttimani y el líder de los TATE Velupillai Prabhakaran nacieron aquí. La ciudad está al lado del río Thondaiman Aru. En el nacimiento del río se puede encontrar el popular templo hindú dedicado a Murugan conocido como Selva Sannithy.

## Geografía
Valvettithuri es una ciudad costera limitada por el Océano Índico, al norte. Se sitúa en la punta de la provincia del norte y se considera como un lugar de la importancia estratégica debido a la presencia del estrecho de Palk y su proximidad a la costa del estado Indio de  Tamil Nadu. La costa norte de la isla fue severamente afectada por el tsunami del Océano Índico en 2004, que cobró varios miles de vidas.
También es bañada por las aguas de la laguna de Vadamarachchi (Laguna de Thondamannar) que está unida al mar a través de un canal largo, estrecho al oeste de la ciudad. El agua de la laguna es salada. La laguna tiene extensas marinas, pastos marinos y manglares, particularmente Avicennia. La laguna atrae una gran variedad de aves acuáticas incluyendo Flamencos americanos, patos, gaviotas, golondrinas de mar y otras aves costera.

### Clima
La temperatura varía de 26-34 °C. La ciudad experimenta un clima moderado en septiembre-enero. Recibe gran parte de su precipitación durante el monzón del noreste entre octubre y diciembre. Al ser una ciudad costera, el clima también está influenciado por ciclones y corrientes tropicales.
| Parámetros climáticos promedio de Valvettithurai, Distro de Jaffna | Parámetros climáticos promedio de Valvettithurai, Distro de Jaffna | Parámetros climáticos promedio de Valvettithurai, Distro de Jaffna | Parámetros climáticos promedio de Valvettithurai, Distro de Jaffna | Parámetros climáticos promedio de Valvettithurai, Distro de Jaffna | Parámetros climáticos promedio de Valvettithurai, Distro de Jaffna | Parámetros climáticos promedio de Valvettithurai, Distro de Jaffna | Parámetros climáticos promedio de Valvettithurai, Distro de Jaffna | Parámetros climáticos promedio de Valvettithurai, Distro de Jaffna | Parámetros climáticos promedio de Valvettithurai, Distro de Jaffna | Parámetros climáticos promedio de Valvettithurai, Distro de Jaffna | Parámetros climáticos promedio de Valvettithurai, Distro de Jaffna | Parámetros climáticos promedio de Valvettithurai, Distro de Jaffna | Parámetros climáticos promedio de Valvettithurai, Distro de Jaffna |
| Mes                                                                | Ene.                                                               | Feb.                                                               | Mar.                                                               | Abr.                                                               | May.                                                               | Jun.                                                               | Jul.                                                               | Ago.                                                               | Sep.                                                               | Oct.                                                               | Nov.                                                               | Dic.                                                               | Anual                                                              |
| ------------------------------------------------------------------ | ------------------------------------------------------------------ | ------------------------------------------------------------------ | ------------------------------------------------------------------ | ------------------------------------------------------------------ | ------------------------------------------------------------------ | ------------------------------------------------------------------ | ------------------------------------------------------------------ | ------------------------------------------------------------------ | ------------------------------------------------------------------ | ------------------------------------------------------------------ | ------------------------------------------------------------------ | ------------------------------------------------------------------ | ------------------------------------------------------------------ |
| Temp. media (°C)                                                   | 25                                                                 | 26                                                                 | 28                                                                 | 29                                                                 | 29                                                                 | 28                                                                 | 28                                                                 | 28                                                                 | 28                                                                 | 27                                                                 | 25                                                                 | 24                                                                 | 27                                                                 |
| Precipitación total (mm)                                           | 70                                                                 | 30                                                                 | 20                                                                 | 50                                                                 | 40                                                                 | 10                                                                 | 20                                                                 | 30                                                                 | 60                                                                 | 230                                                                | 380                                                                | 260                                                                | 1270                                                               |
| Fuente: Weatherbase                                                |                                                                    |                                                                    |                                                                    |                                                                    |                                                                    |                                                                    |                                                                    |                                                                    |                                                                    |                                                                    |                                                                    |                                                                    |                                                                    |